# 小皮拉河
50°27′05″N 12°28′25″E / 50.4514°N 12.4737°E
小皮拉河是德國的河流，位於該國東部，流經薩克森自由州，屬於茨維考穆爾德河的右支流，河道全長6公里，流域面積15平方公里，發源自穆爾登哈默。